# Julio César Strassera
Julio César Strassera (18 septembre 1933 - 27 février 2015) est un avocat puis juge argentin. Il est connu pour avoir servi comme procureur en chef lors du procès de la junte argentine en 1985.
Il est le personnage principal du film Argentina, 1985 où il est joué par l'acteur Ricardo Darín.